# Steve Angello
Steve Angello, de son vrai nom Steve Patrik Josefsson Fragogiannis (né le 22 novembre 1982 à Athènes), est un disc jockey et producteur grec de mère suédoise. Il est membre de la Swedish House Mafia avec Sebastian Ingrosso et Axwell jusqu'en mars 2013. L'année suivante, il se classe 29e du classement des DJ internationaux DJ Mag. Plusieurs de ses titres sont certifiés « disque de platine ».

## Biographie
Steve Angello naît à Athènes, en Grèce, d'un père grec et d'une mère suédoise. Élevé à Stockholm, en Suède, avec son frère AN21, Steve Angello se lance dans le DJing à l'âge de douze ans,. Petit garçon, Steve Angello découvre l'Athen Club dans lequel son père se déplace. Attiré par cet univers émergeant, le garçon obtient sa première résidence en club à Stockholm. Dès seize ans, s'orientant vers la musique électronique, il mixe pendant des heures dans de petits clubs dans l'unique but de subvenir aux besoins de sa famille. Il est alors en constante relation avec des DJs beaucoup plus âgés que lui, ce qui lui confère une maturité tant scénique qu'artistique. Singularité dans le domaine du deejaying, il n'utilise jamais de casque du fait de sa surdité à l'oreille gauche.

### Débuts
Les premières expériences de Steve en studio avec son meilleur ami Sebastian Ingrosso donne naissance aux titres Freshly Squeezed et Echo Vibes sortis sur le label Joia Records. Cette étape marque un changement dans la carrière de Steve Angello. C'est à ce moment qu'il se découvre une nouvelle passion pour la musique house, fortement influencé par les Daft Punk, son modèle de l'époque. Echo Vibes est rapidement remixé par Eric Prydz, devenu un ami. En 2002, Angello lance son propre label discographique, Size Records, sur lequel il signera son frère. La même année, il fait paraître son premier album studio solo intitulé Tracks au label allemand Konvex | Konkav.
Depuis 2005, Steve Angello et Sebastian Ingrosso forment le groupe Buy Now. Ils sortent For Sale en 2005 et puis Body Crash en 2008 qui contient un sample du morceau Let's All Chant de Michael Zager Band. En 2005 surtout, avec Sebastian Ingrosso et Axwell, il fonde la Swedish House Mafia, Eric Prydz l'ayant quittée.

### Swedish House Mafia (2005–2013)
Steve Angello, Sebastian Ingrosso et Axwell sont connus dans le monde de la musique électronique pour la qualité de leurs sets et de leurs productions. Steve Angello collaboré avec David Guetta pour produire le tube Baby When the Light avec la voix de la chanteuse britannique Cozi Costi. Il remixe le tube Show Me Love de Robin S. en 2009 avec son ami Laidback Luke (en se basant sur le bootleg original de Hardwell), ce qui lui vaudra une renommée internationale. En 2009, il quitte son pays d'origine, la Suède, pour s'installer à Los Angeles. Il sort les albums intitulés The Yearbook (dix titres + bonus) et Size: First Dimension (14 titres + bonus) en plus d'autres créations personnelles.
En 2010 il signe avec les DJ AN21 et Max Vangeli un remix du titre The Island du groupe de Drum and Bass australien Pendulum. En 2011, son remix de Open Your Eyes d'Alex Metric sera utilisée dans le jeu FIFA 12. 2010 marque également la sortie du premier album de la Swedish House Mafia, Until One. Cet album comprend notamment les premiers singles du groupe, véritables succès dans le monde entier, à savoir Leave the World Behind en featuring avec Laidback Luke et Deborah Cox sorti en 2009, One (Your Name) en collaboration avec ¨Pharrell Williams, et Miami 2 Ibiza, avec Tinie Tempah, tous deux sortis en 2010.
En mai 2011, Steve Angello commence à travailler sur le deuxième album de la Swedish House Mafia avec la sortie du single Save the World, avec les voix du chanteur suédois John Martin. En été, la Swedish House Mafia se produit à nouveau à Tomorrowland et sort le morceau Antidote en collaboration avec les australiens de Knife Party.
En 2012, il produit notamment avec Sebastian Ingrosso le tube de will.i.am et Eva Simons - This Is love, mais également d'autres productions dont une collaboration avec le duo britannique Third Party intitulée Lights, et la chanson Yeah. 2012 marque aussi la sortie du titre Greyhound de la Swedish House Mafia, jouée la première fois lors du mythique concert du groupe le 16 décembre 2011 au Madison Square Garden à New York. En septembre, après un été de concerts couronné de succès, la Swedish House Mafia a sorti son titre le plus commercialisé, Don't You Worry Child, avec à nouveau la voix de John Martin, qui atteint la première place en Suède, en Australie et au Royaume-Uni et est une chanson multiplatine dans de nombreux pays. Ce titre figurera sur le deuxième album studio/compilation de la Swedish House Mafia, Until Now, ainsi que sur tous les singles précédents de la Swedish House Mafia, plus la collaboration d'Angello avec Third Party, Lights et son remix de The Island de Pendulum. Until Now sort le 19 octobre 2012.
Après la séparation de la Swedish House Mafia à l'Ultra Music Festival le 25 mars 2013, Steve Angello fatigué de la pression pesant sur le trio, se concentre sur le développement de son label et ses chansons. Il publie également une vidéo interactive de son prochain single intitulé I/O avec Wayne and Woods.

### Retour en solo
Quelques mois plus tard il sort sur Beatport le morceau très attendu SLVR (abréviation du mot anglais silver) en versus contre les deux frères russes Matisse and Sadko. Ce morceau est joué durant toute la dernière tournée de la Swedish House Mafia[réf. souhaitée] et atteint la première place du Top 100 Beatport en trois semaines. Dans une interview donnée en août pour le magazine américain Forbes, il annonce qu'un nouvel album solo prévu pour 2014 comprenant Wasted Love. Le clip de ce titre est diffusé en avant-première sur les écrans géants de Times Square. En mars 2014, Size Records, son label, célèbre ses dix ans d'existence avec la publication d'un centième album gratuitement téléchargeable. Cet album compilation est suivi quelques mois plus tard par la sortie d'un autre titre attendu par ses fans , Payback, en collaboration avec les DJ suédois Dimitri Vangelis & Wyman, titre qui deviendra au cours des années un classique de la progressive.

### Wild Youth
Le 30 janvier 2015, SB Projects, label géré par Scooter Braun, annonce sa collaboration avec Steve Angello, après l'avoir signé le 23 janvier. Steve Angello sort premier album studio personnel, Wild Youth ; annoncé à l'origine pour 2014 chez Columbia Records, l'album sera divisé en deux chapitres, dont le premier sort en novembre 2015 et le second, incluant l'album complet, le 22 janvier 2016. La date de sortie de l'album est repoussée à la suite de différends avec Columbia ; de ce fait, l'album se voit publié sur le label de Steve Angello, Size Records. Le premier single de l'album, Wasted Love sort le 22 juillet 2014 et inclut un featuring avec le chanteur Dougy Mandagi du groupe australien de rock indépendant The Temper Trap. Le 16 septembre 2015 sort le second single, intitulé Children of the Wild, avec la participation du DJ et vocaliste canadien Mako. Deux mois plus tard suit le troisième single Remember, en featuring avec le groupe australien The Presets, sorti le 1er novembre 2015. La deuxième partie de l'album, qui comprend tous les titres sortis précédemment ainsi que le reste des titres, sort le 22 janvier 2016. Dans une interview donnée précédemment au DJ Magazine France, il dit lui-même que ce nouvel album est une sorte de récit de toute sa vie personnelle. Durant les années 2014 et 2015, il se produit à l'Ultra Music Festival ainsi qu'à Tomorrowland, tout comme ses anciens partenaires Axwell Λ Ingrosso.

### Humanet réunion de Swedish House Mafia
En avril 2017, Steve Angello joue de nouvelles chansons à Coachella, dont une démo avec Brandon Flowers des Killers, qui sort le 22 mars 2018 incluant cette fois ci la voix de Sam Martin, sous le titre Nothing Scares Me Anymore. Steve Angello confirme que le vocal de Flowers, qui était conservé pour un autre morceau, ne figurera pas sur son prochain album. Avant cela, tout au long de l'année 2017, Steve Angello sort six singles : le premier Genesis sort le 4 août, Inferno sortant deux mois plus tard, le 13 octobre. Le dernier acte, Paradiso, sort le 16 novembre 2017 et les morceaux de Genesis, Inferno et Paradiso ainsi que Nothing Scares Me Anymore figureront sur le deuxième album studio de Steve Angello, Human ; celui-ci sort chez Size Records le 27 avril 2018.
Un mois avant la sortie de l'album, Steve Angello annule inopinément un week-end de tournée en Asie pendant le week-end de l'Ultra Miami 2018. Cette annulation intervient après des spéculations sur une réunion de la Swedish House Mafia au festival, exactement cinq ans après que le super groupe ait quitté la scène musicale. Après d'autres spéculations, le trio a fait ses retrouvailles le dernier jour du festival comme set de clôture. Dans la foulée, Steve Angello confirme plus tard que la Swedish House Mafia ferait une tournée mondiale en 2019.

## Discographie

### Albums studio
- 2003 : Tracks[2]
- 2015 : Wild Youth
- 2018 : Human